# Rathaus (Kazimierz)

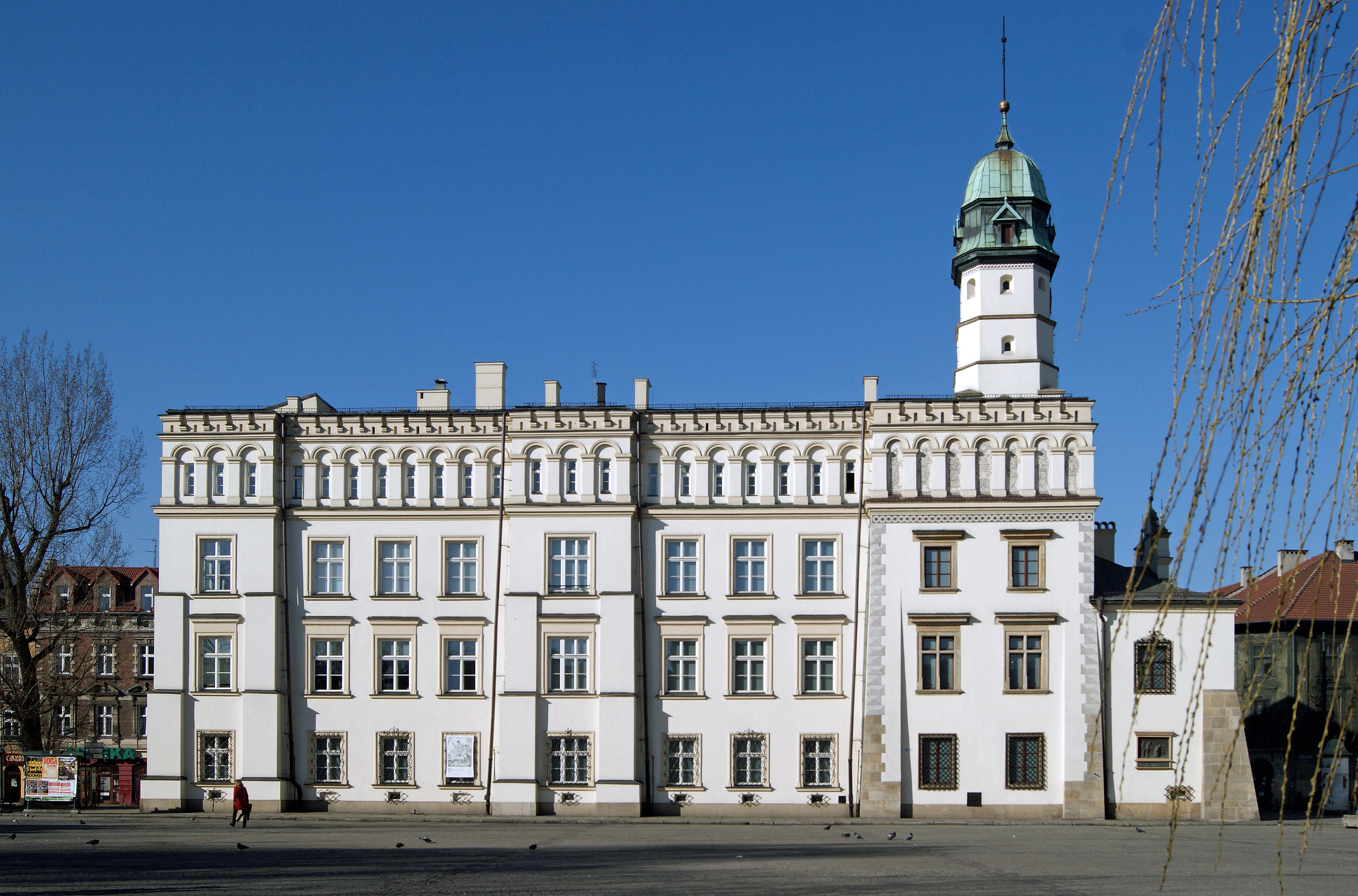
Rathaus

Das Rathaus in Kazimierz (polnisch Ratusz kazimierski) war ursprünglich ein Gebäude des Stadtrates auf dem Kazimierzer Alten Markt. Es wurde im Jahr 1414 im gotischen Stil erbaut im Renaissancestil 1528 umgestaltet. Heute gehört es zu den wertvollsten Baudenkmälern der Renaissance in Polen. Es beherbergt das Ethnographische Museum der Stadt Krakau.

## Geschichte
Kasimir der Große gründete 1335 die Stadt Kazimierz vor den Toren von Krakau und verlieh ihr Stadtrechte. Zunächst befand sich am Alten Markt ein hölzernes Rathaus. Das jetzige Rathaus wurde Anfang des 15. Jahrhunderts auf dem Alten Markt der Stadt errichtet und im 16. Jahrhundert im Stil der Renaissance umgebaut. Nach einem Brand im Jahre 1623 wurde es wieder restauriert. Im 19. Jahrhundert wurde Kazimierz nach Krakau eingemeindet und das Gebäude verlor seine Funktion als Rathaus. Es dient im 19. Jahrhundert zunächst als Schule und dann der jüdischen Gemeinde. Seit 1947 wird es als Museum genutzt.